# Guilly (Loiret)
Guilly település Franciaországban, Loiret megyében. Lakosainak száma 667 fő (2022. január 1.). Guilly Germigny-des-Prés, Neuvy-en-Sullias, Saint-Benoît-sur-Loire, Sigloy, Sully-sur-Loire és Viglain községekkel határos.

## Népesség
A település népességének változása:
| Lakosok száma | 471  | 481  | 508  | 631  | 656  | 645  | 644  | 645  | 661  | 667  |
|               | 1968 | 1982 | 1990 | 2006 | 2013 | 2015 | 2017 | 2019 | 2020 | 2022 |